# 阿傑米里甘傑烏帕齊拉
阿傑米里甘傑乌帕齐拉是孟加拉国霍比甘傑縣的一个乌帕齐拉，位於錫爾赫特专区的霍比甘傑縣。。

## 人口
據1991年孟加拉國人口普查，阿傑米里甘傑共有戶數14,713戶，人口86810人。其中男性佔比51.11%，女性佔比48.89%；成年人口43,762人。該地7歲以上人口之平均識字率為22.4%，低於全國平均值（32.4%）。